# 힝클리

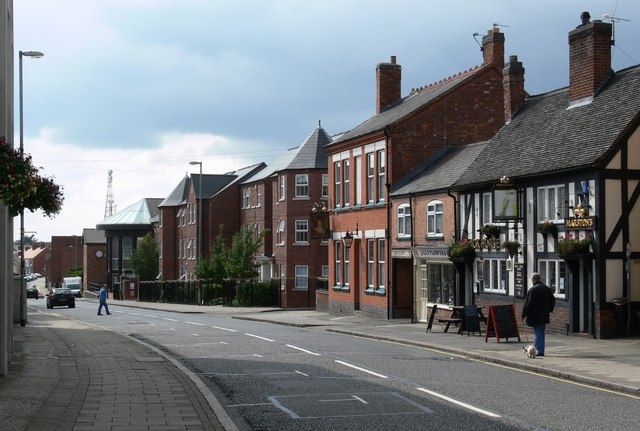
힝클리

힝클리(Hinckley)는 레스터셔주의 도시로, 인구는 2011년 조사 기준 45,249명이다.